# ابلغ أباد (غوغر)
ابلغ أباد (بالفارسية: ابلغ‌آباد) هي قرية تقع في إيران في قسم غوغر الريفي.